# Wiborgia
Wiborgia là một chi thực vật trong họ Fabaceae. Nó được đặt theo tên Erik Viborg bởi Carl Peter Thunberg.